# Джамгерчинов, Бегималы Джамгерчинович
Бегималы Джамгерчинович Джамгерчинов (кирг. Бегимаалы Жамгырчинов; 15 октября 1914, Кунтуу, Семиреченская область — 31 октября 1982, Фрунзе) — советский историк, исследователь истории киргизов, доктор исторических наук (1950), профессор (1951), академик Академии наук Киргизской ССР (1954).

## Биография
Родился в селе Кунтуу в Чуйской долине (ныне — в Сокулукском районе) 15 октября 1914 года.
В 1936 года после окончания Киргизского педагогического института остался преподавателем того же института.
В 1938—1939 преподавал в Херсонской области Украины в средней школе для детей депортированных сюда бывших киргизских богачей в селе Чалбасы Скадовского района Одесской области (ныне — село Виноградово в Херсонской области). В 1943—1950 гг. — старший научный сотрудник отделения Академии наук Киргизской ССР. В 1950—1951 гг. — директор отделения истории, языка и литературы Академии наук Киргизской ССР.
В 1951—1954 гг. — ректор Киргизского государственного университета.
В 1954—1955 гг. — академик-секретарь отделения общественных наук Академии наук Киргизской ССР. В 1965—1976 гг — вице-президент АН Киргизской ССР. В 1976—1982 г. — заведующий отделением истории АН Киргизской ССР.
Умер во Фрунзе 31 октября 1982 года. Похоронен на кладбище «Ала-Арча».

## Семья
Сын — Мидиль Бегималиевич Джамгерчинов (род. 1938), историк, кандидат исторических наук, профессор Кыргызского национального университета.

## Награды
- Государственная премия Киргизской ССР в области науки и техники (1970).
- орден Ленина
- орден Октябрьской Революции
- орден Дружбы народов
- 3 ордена «Знак Почёта»
- медали.

## Память
Именем академика Б.Дж. Джамгерчинова названы Институт истории, археологии и этнографии Национальной академии наук Кыргызской Республики (2017), улица в Бишкеке и средняя школа в селе Кун-Туу в Сокулукском районе Чуйской области Кыргызстана.

## Краткий список трудов
- Джамгерчинов Б. Очерки политической истории Киргизии XIX века. — Фрунзе: Кыргызстан, 1966. — 429 с.
- Джамгерчинов Б. Д. Присоединение Северной Киргизии к России: Дисс. … д-ра ист. наук. — Л., 1950. — Т. 1. — 604 с.
- Джамгерчинов Б. Д. Добровольное вхождение Киргизии в состав России. — 2-е изд. — Фрунзе, 1963.
- Джамгерчинов Б. Д. Присоединение Киргизии к России. — М.: Изд-во социально-экономической литературы, 1959. — 435 с.
- Джамгерчинов Б. Д. Очерки политической истории Киргизии XIX в. — Фрунзе, 1966.